# Ada-groep

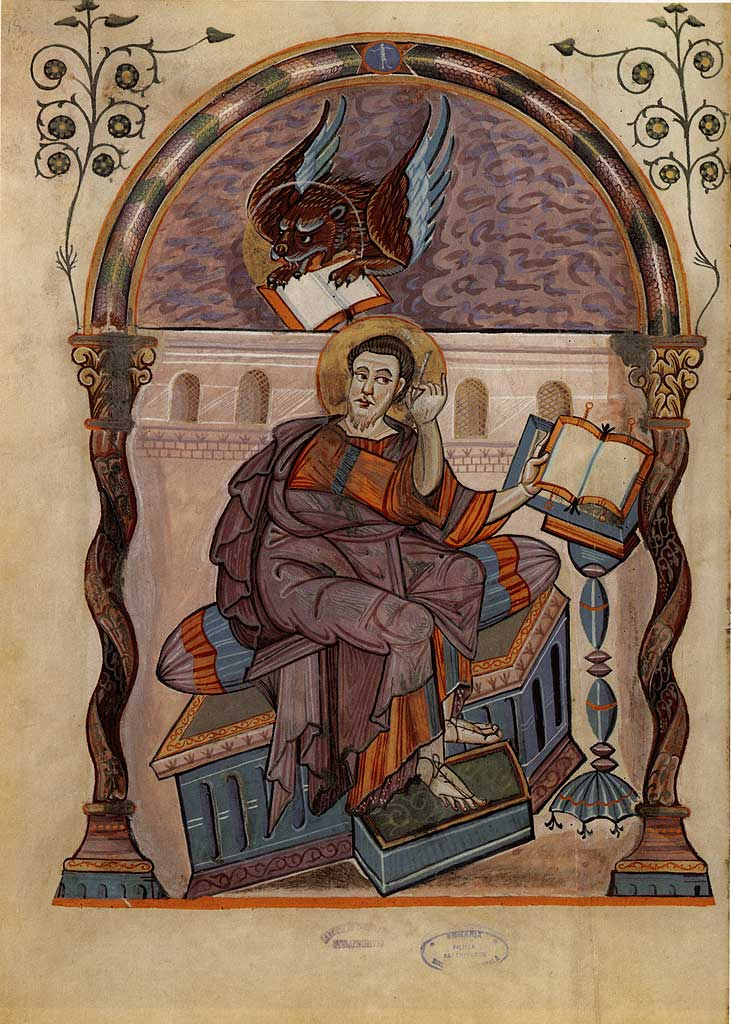
Evangeliarium van Lorsch, Lucas (ca. 810)

De Ada-groep is een groep van werken uit de Karolingische tijd vernoemd naar het Ada-Evangeliarium, een van de handschriften dat er deel van uitmaakt.
De handschriften binnen de groep werden gemaakt van 790 tot aan de dood van Karel de Grote in 814 en hebben een gelijkaardige stijl. Naast de handschriften wordt ook een aantal ivoorsnijwerken tot de Ada-groep gerekend, onder meer het originele voor- en achterplat van het Lorscher-evangeliarium, die nu bewaard worden in de Vaticaanse Bibliotheek en het Victoria and Albert Museum in Londen.
De Ada-groep wordt tegenwoordig meestal de Hofschool van Karel de Grote genoemd. Omdat er echter twee duidelijk verschillende groepen werkzaam waren aan het hof en het paleis van Karel de Grote moet men volgens sommigen onderscheid maken tussen de hofschool en de paleisschool.
De Ada-groep zou hebben bestaan uit miniaturisten en schrijvers die nog sterk onder de invloed stonden van de Insulaire kunst hoewel ze beïnvloed werden door Romeinse voorbeelden. De paleisschool daarentegen werkte volledig in de Byzantijnse stijl. Een goed voorbeeld van een van de werken van de paleisschool is het Kroningsevangeliarium, bewaard in het  Kunsthistorisches Museum in Wenen.
Het ligt voor de hand de hofschool te lokaliseren in Aken, waar ook Karel de Grote zijn residentie had maar hiervoor zijn geen bewijzen. Men moet bij de term hofschool niet denken aan een goed georganiseerde academie die in een bepaald paleis of een bepaalde abdij gevestigd was, zoals dat wel het geval was in de post-Karolingische periode. Karel was vaak onderweg en niemand weet of de kunstenaars die deel uitmaakten van de Ada-groep of de hofschool ook niet regelmatig onderweg waren zoals Nees veronderstelt.

## Werken
Meestal worden de volgende werken tot het werk van de Ada-groep gerekend (chronologisch):
- Het Godescalc-evangelistarium (781 – 783), BnF,  Parijs, Nouvelle acquisition latine 1203
- Het Ada-evangeliarium (deel 1), (ca.790 - 810), Trier Stadtbibliothek Cod. 22
- Het evangeliarium van Saint-Martin-des-Champs (ca.790) te Parijs, Bibliothèque de l'Arsenal, Ms. 599
- Het Dagulf-psalter, (783 Worms of Metz-795 Aken), Österreichische Nationalbibliothek, Wenen, Ms. 1861
- Het evangeliarium van Saint-Riquier (ca. 800), Abbeville, Bibliothèque municipale Ms. 4
- Het Harley-Evangeliarium, (800 – 825), British Library, Londen, Harley 2788
- Het Saint-Médard-Evangeliarium van Soissons (voor 827),  Parijs, BnF Latin 8850
- Het Ada-evangeliarium (deel 2), (ca.790 - 810), Trier Stadtbibliothek Cod. 22
- Het Evangeliarium van Lorsch (ca. 810) is verdeeld in twee delen:
  1. De evangelies van Lucas en Johannes, Rome, Bibliotheca Vaticano Pal. Lat. 50
  2. De evangelies van Marcus en Mattheus, Alba Iulia (Roemenië), Biblioteca Documentară Batthyáneum Ms R II 1

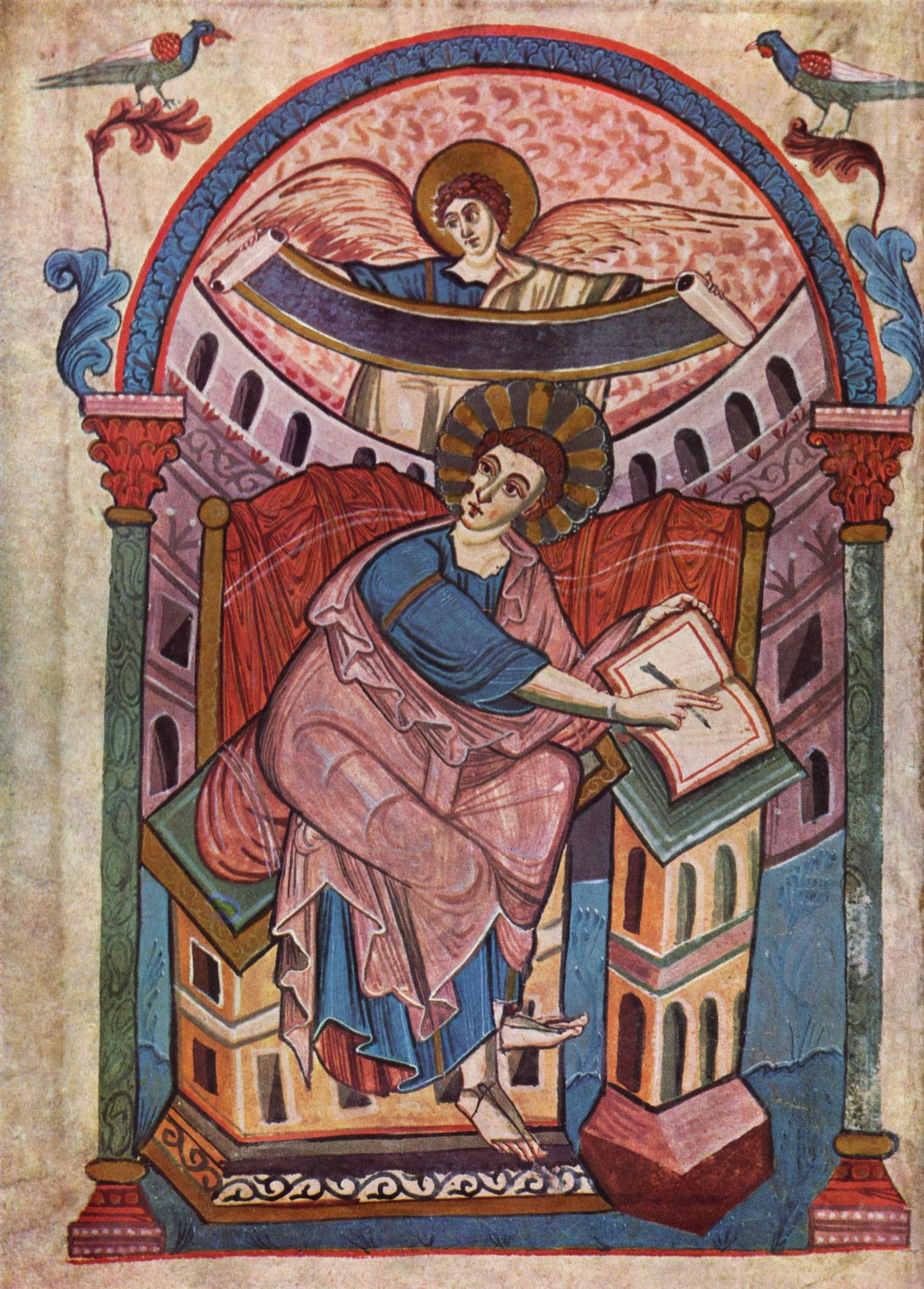
Ada-evangeliarium
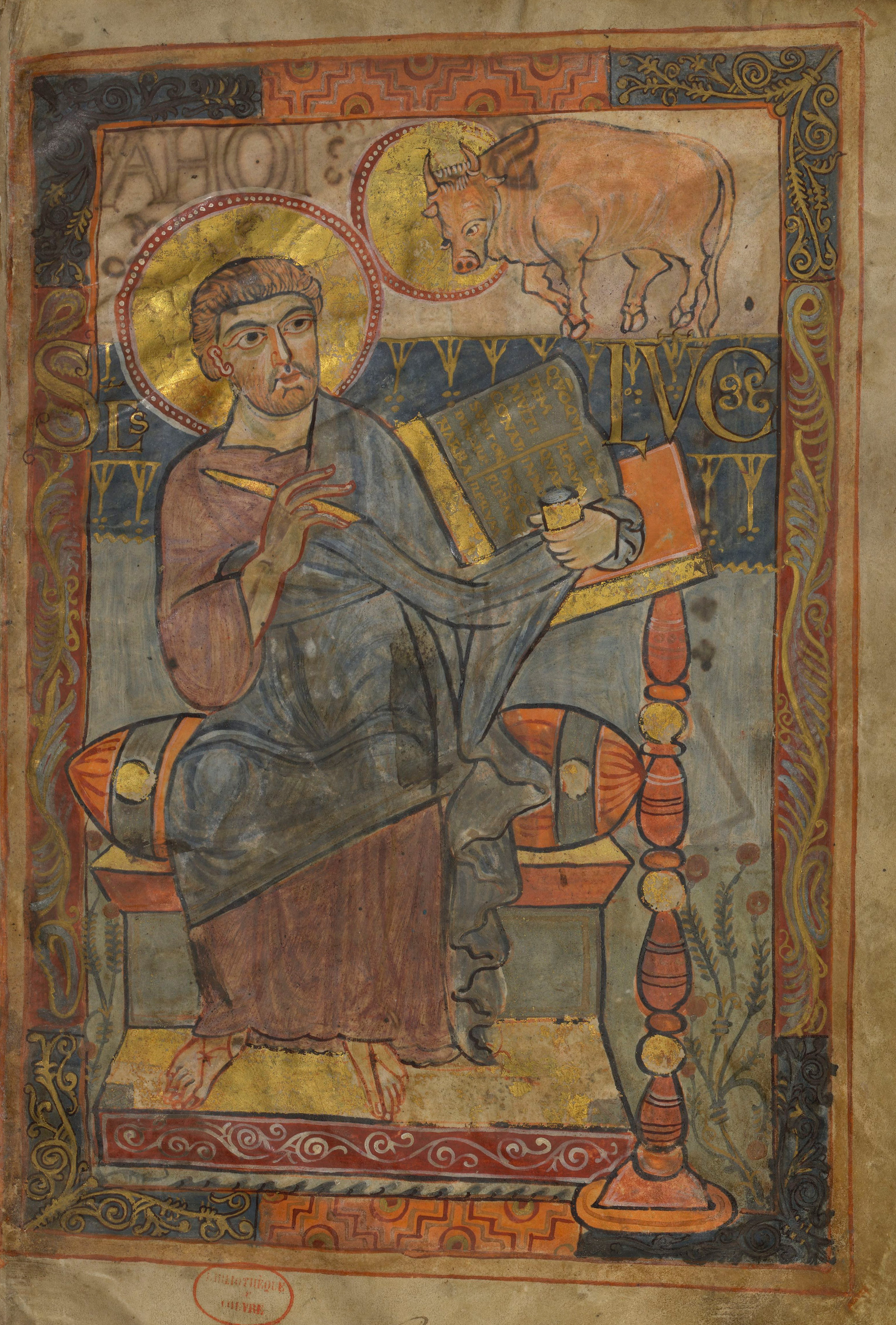
Godescalc-evangelistarium
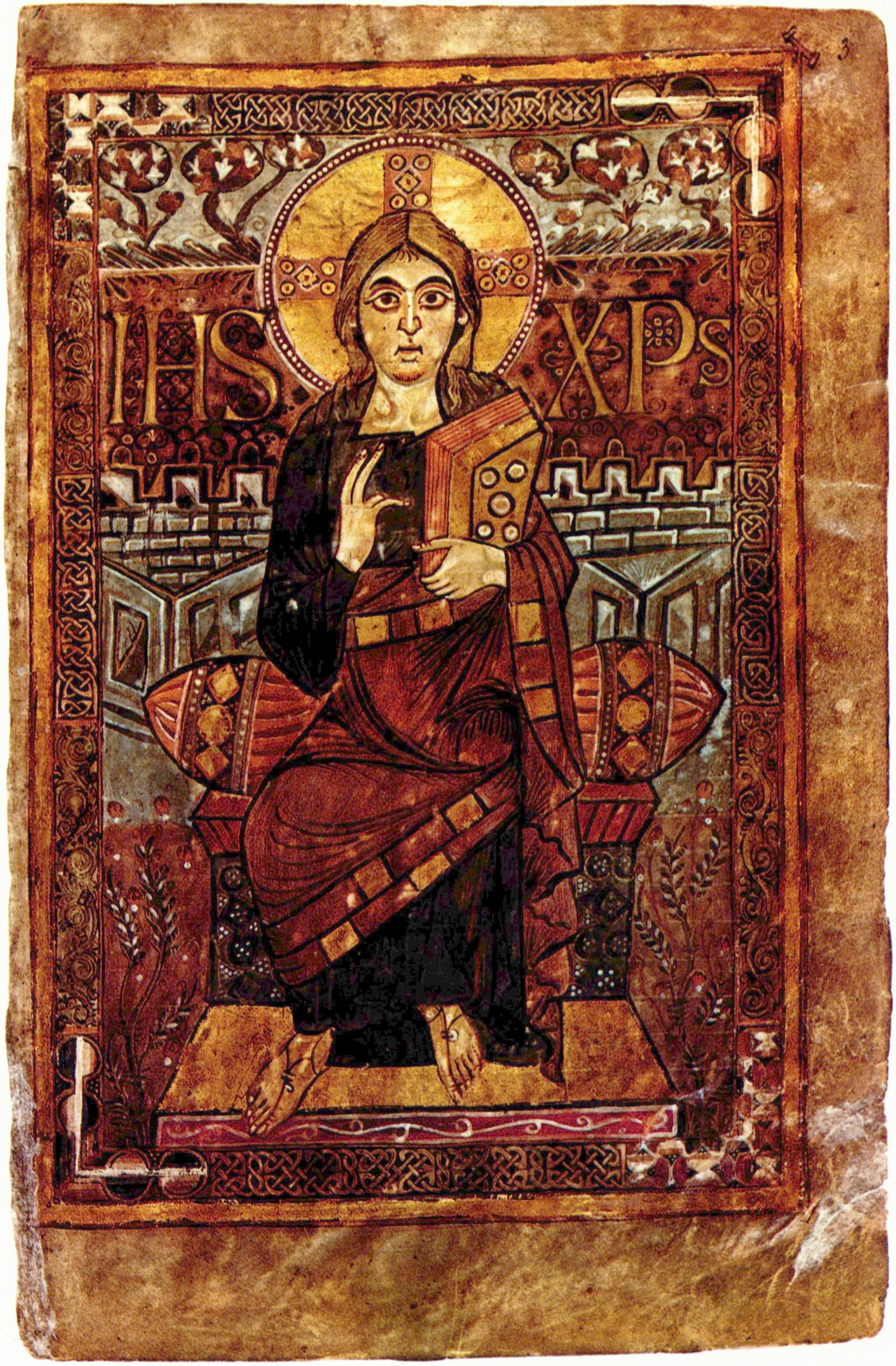
Godescalc-evangelistarium
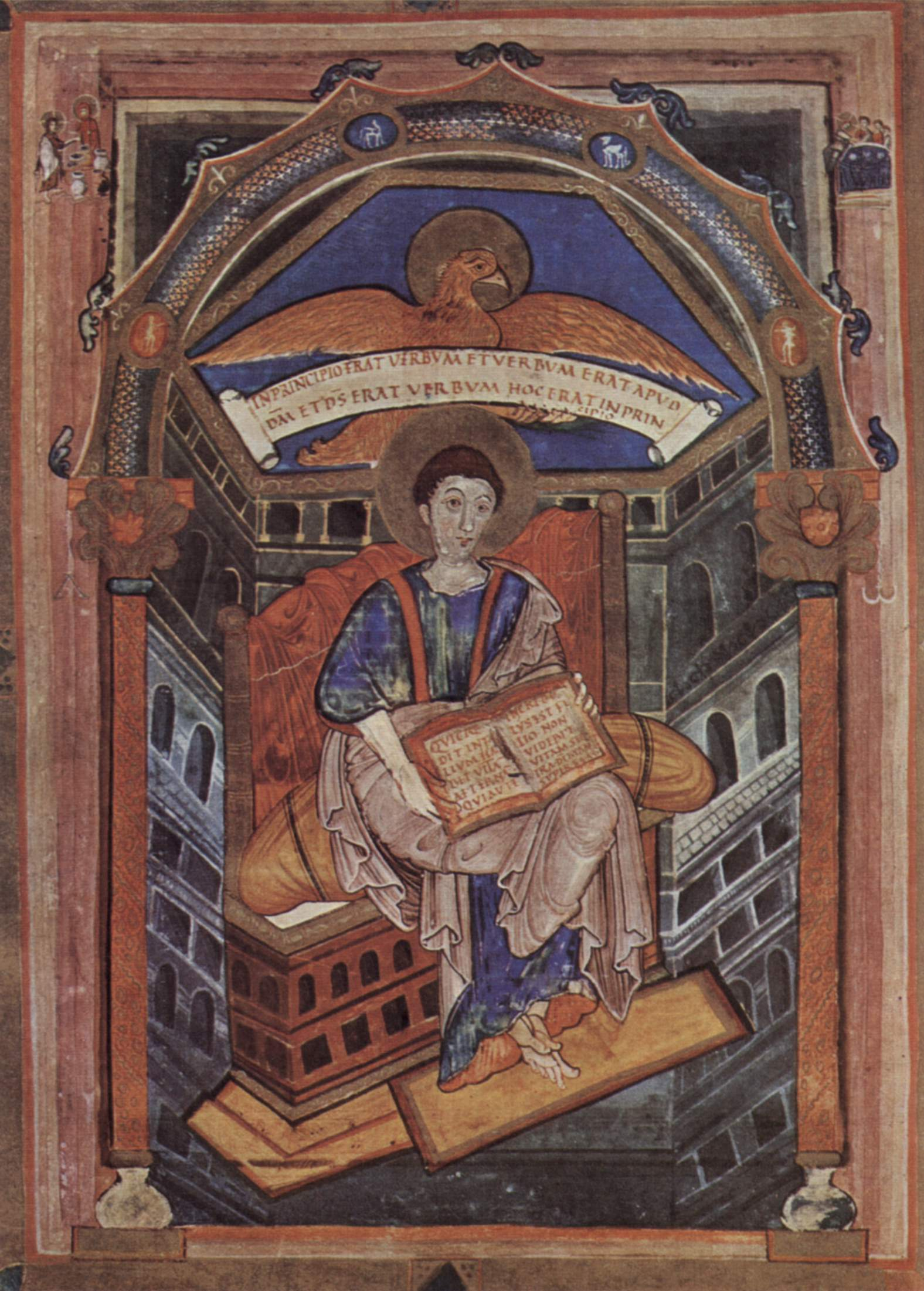
Evangeliarium van Soissons
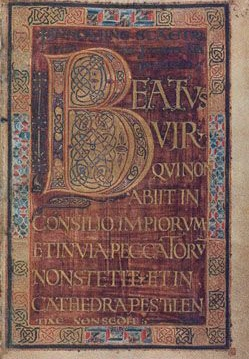
Dagulf psalter
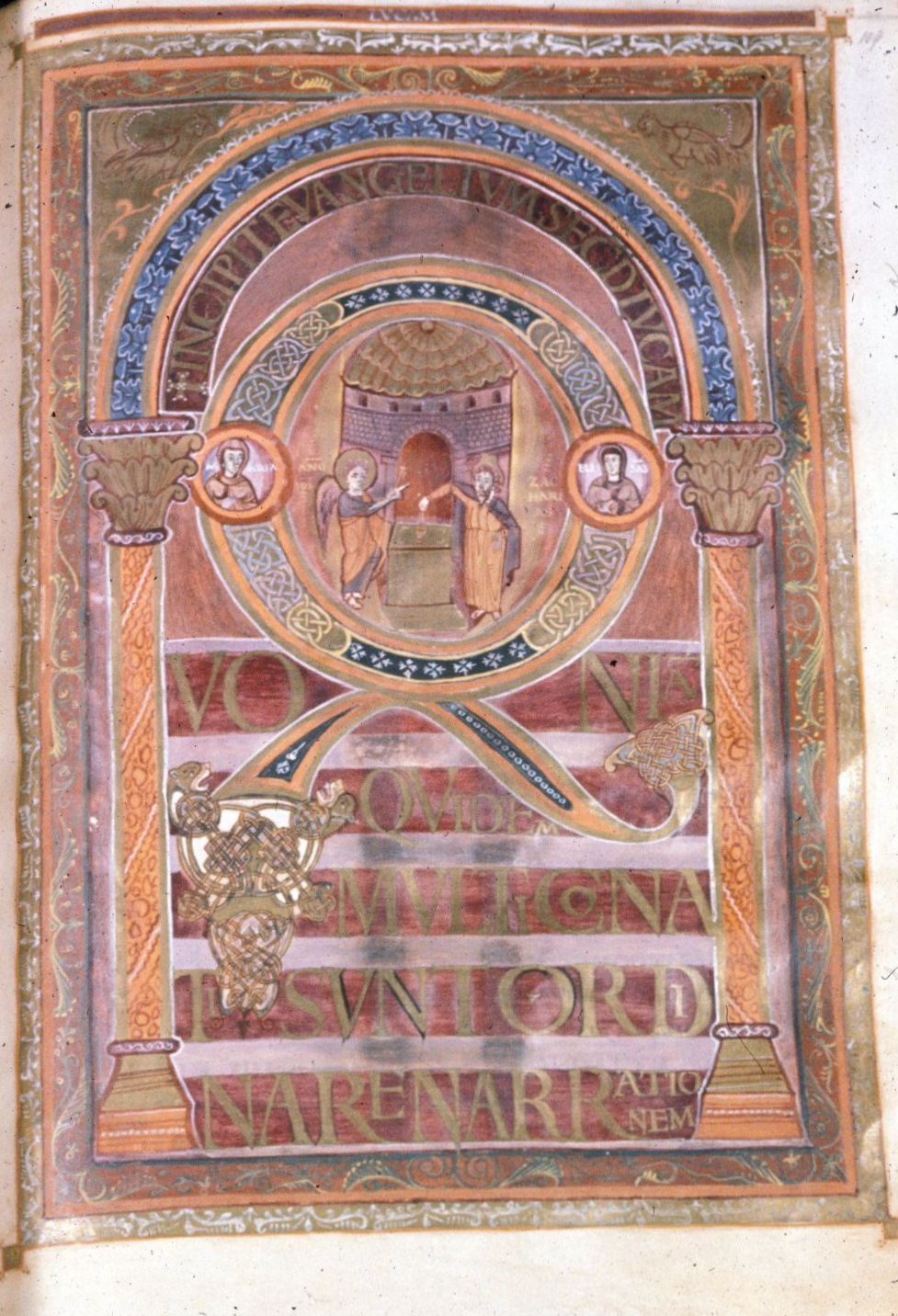
Harley-evangeliarium
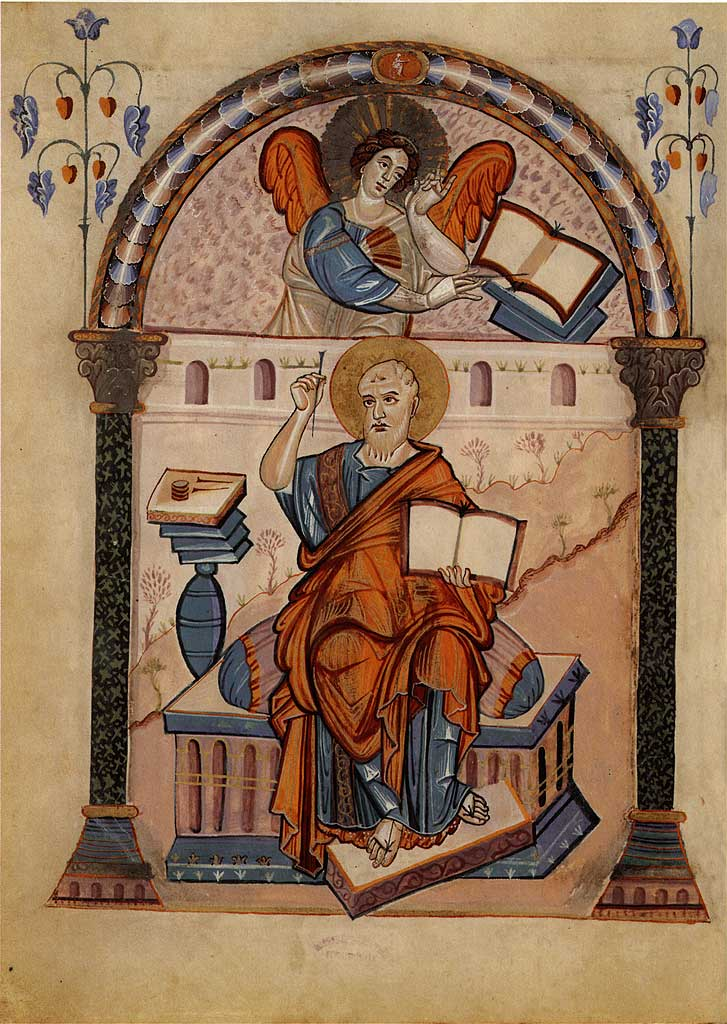
Evangeliarium van Lorsch
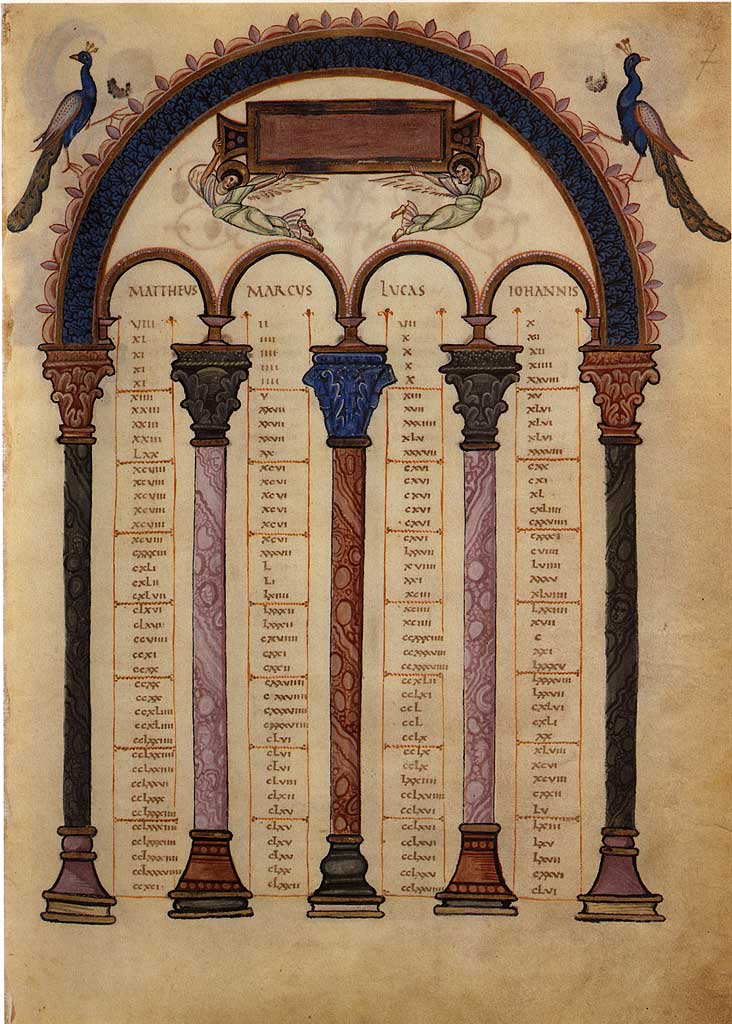
Canontabel - Evangeliarium van Lorsch
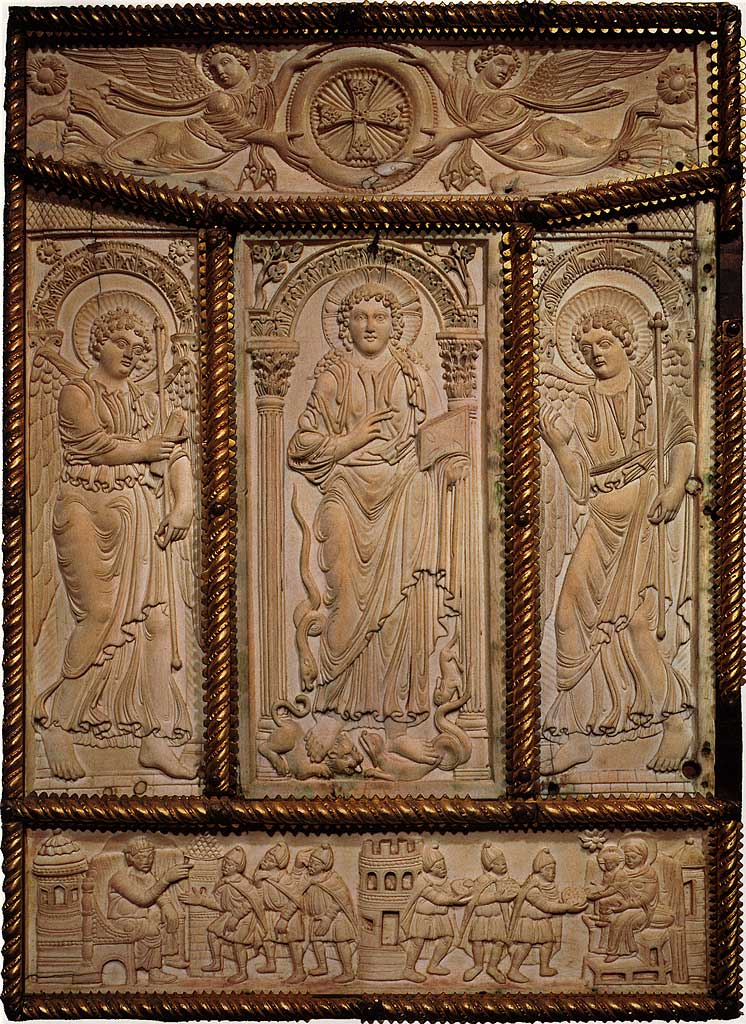
Ivoorsnijwerk voorplat Evangeliarium van Lorsch
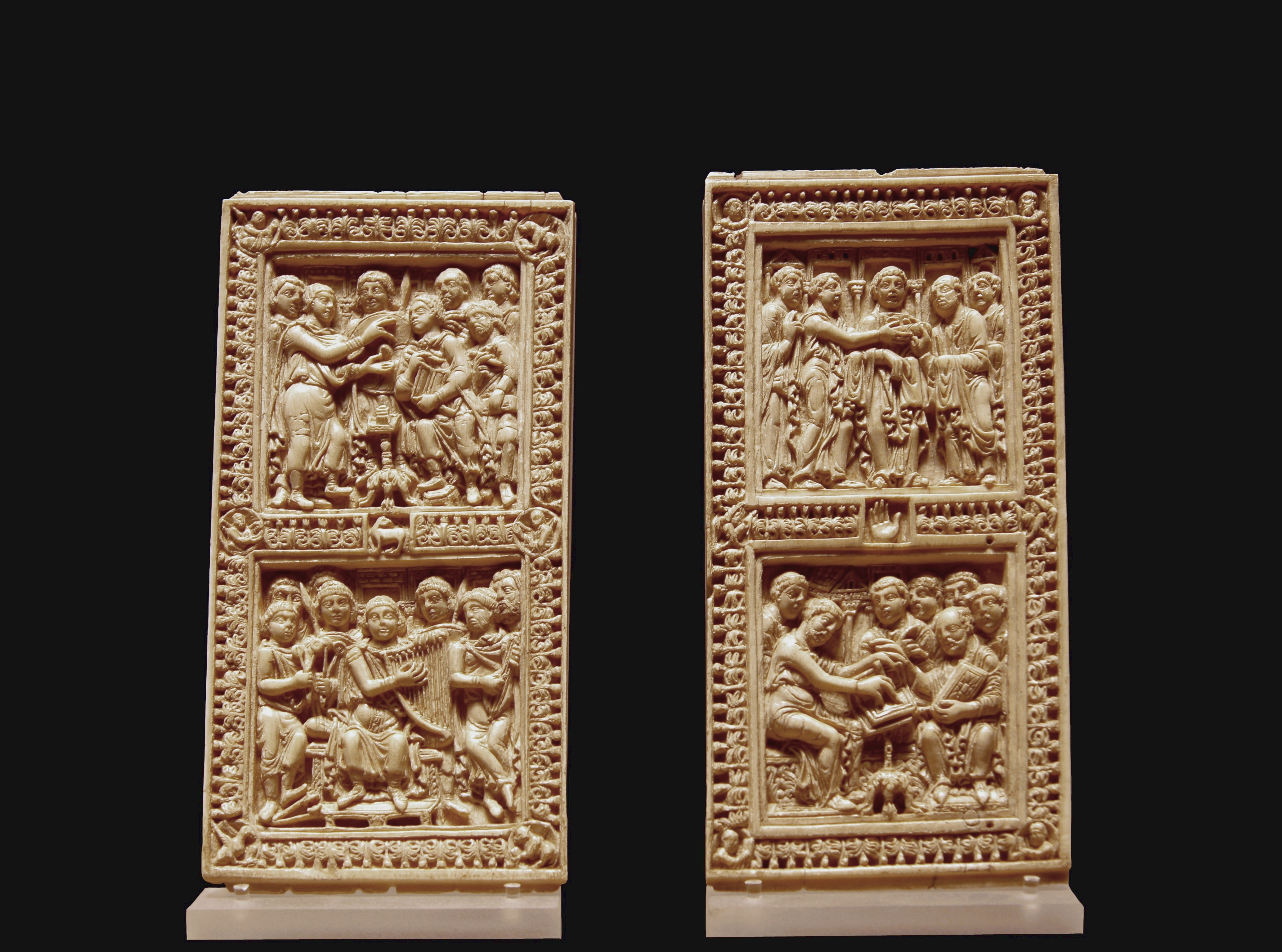
Ivoorsnijwerk boekplatten Dagulf Psalter
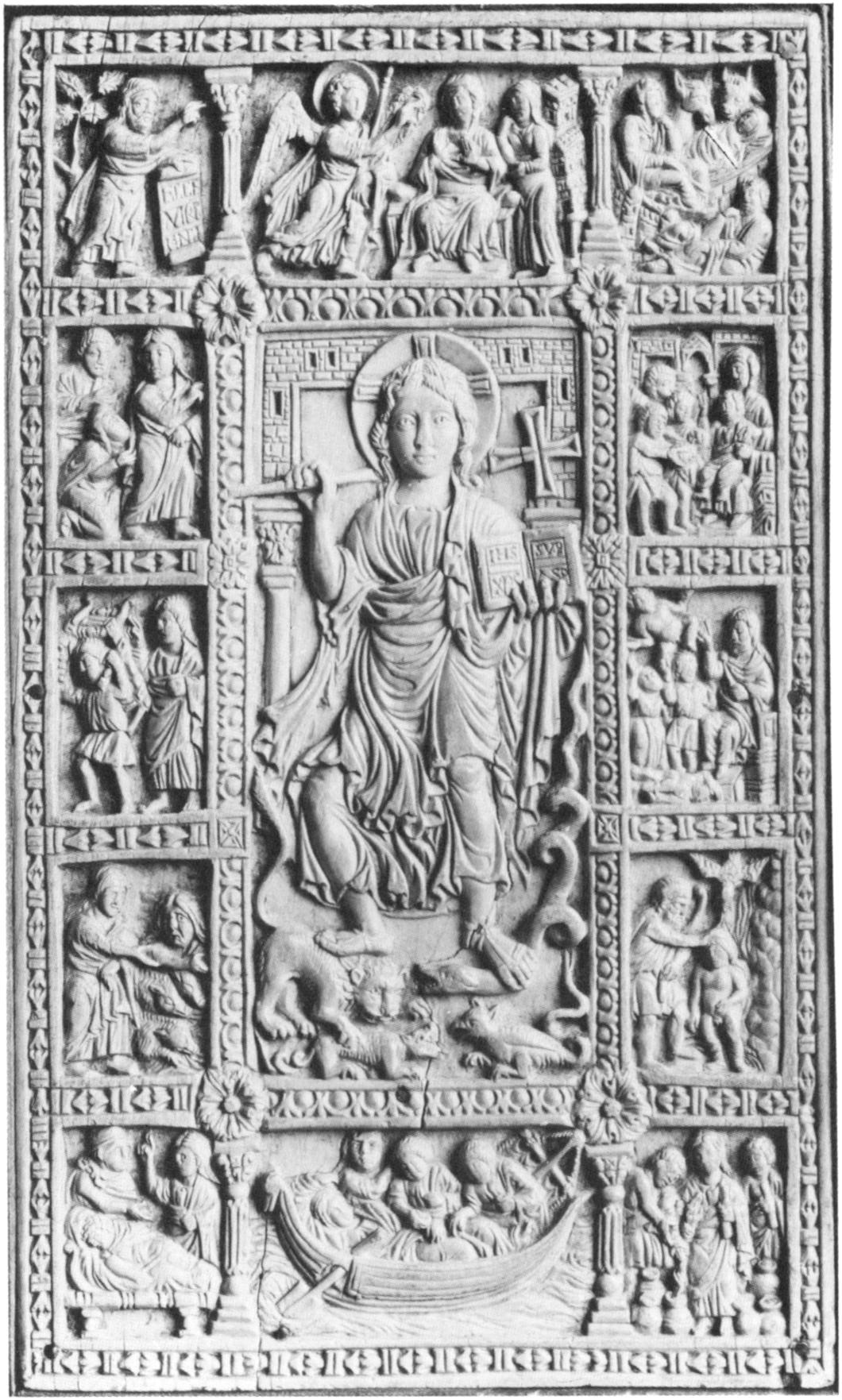
Ivoorsnijwerk MS Douce 176, Bodleian Library
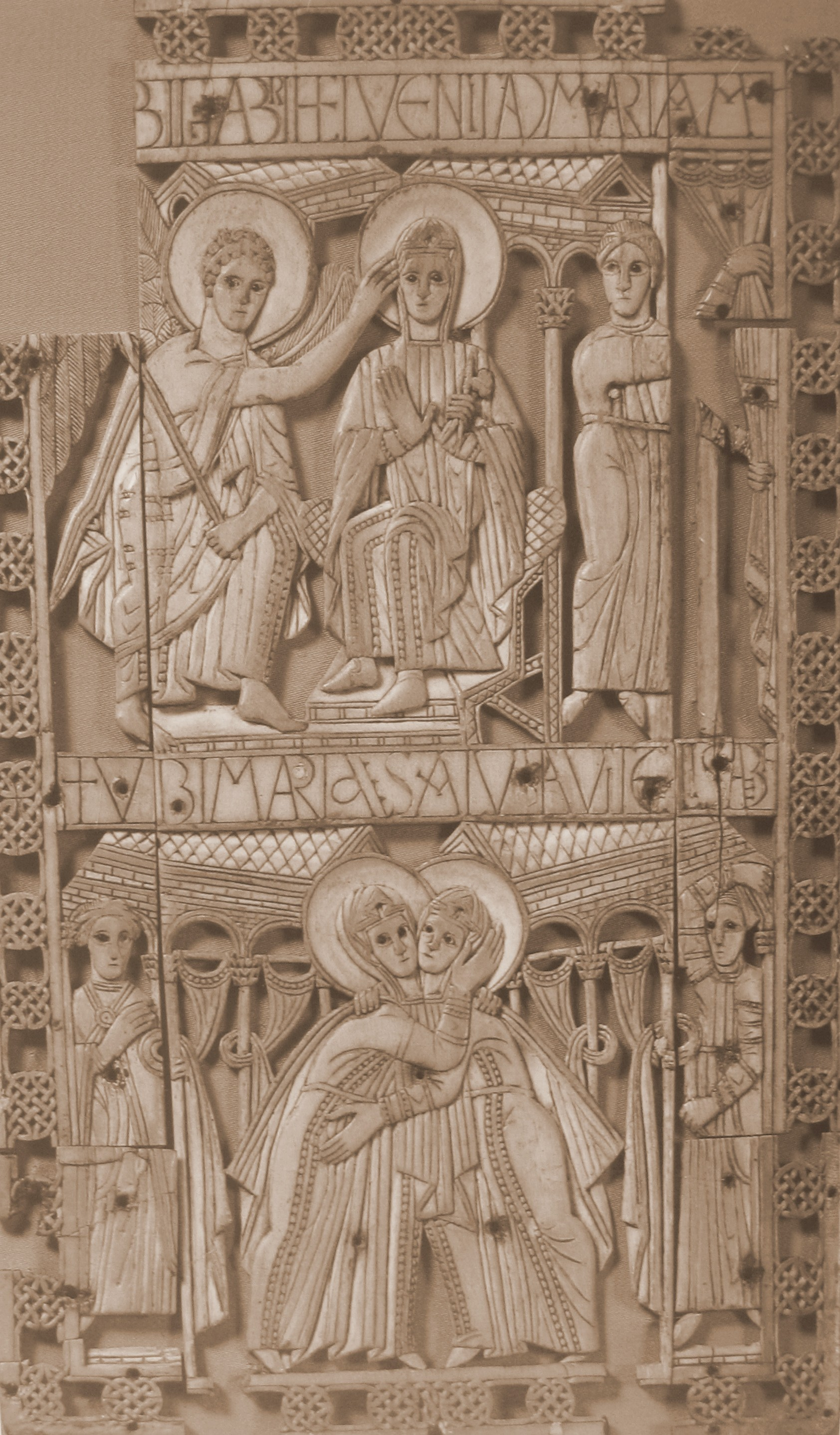
Ivoorsnijwerk, Genoelselderen

## Stijl
Alle handschriften in de Ada-groep zijn geschreven tijdens het leven van Karel de Grote en getuigen van zijn streven om de klassieke kunst uit Rome in ere te herstellen. De miniaturisten maakten gebruik van de Byzantijnse en antieke voorbeelden van vroegchristelijke kunst die via Noord-Italië in het Frankenrijk terecht waren gekomen.
De decoratieve vormentaal van de bladranden en incipits steunt nog sterk op de Insulaire kunst. De Insulaire kunst was in continentaal Europa terechtgekomen via de Ierse missionarissen maar ook Alcuinus van York, een belangrijk man aan het hof van Karel, was met de Insulaire stijl ongetwijfeld zeer vertrouwd gezien hij bibliothecaris was geweest van de vermaarde bibliotheek van York.

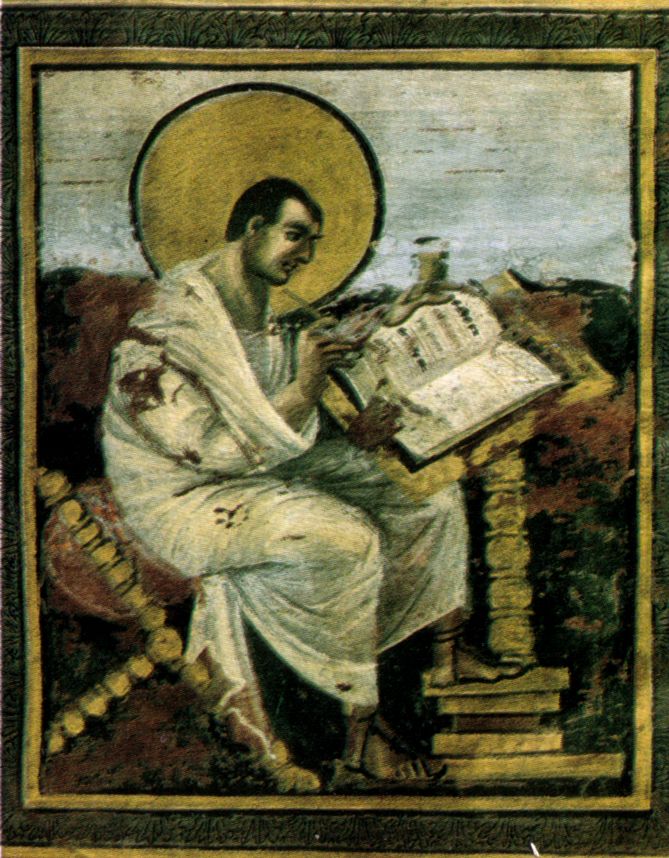
Paleisschool, Kroningsevangeliarium, Mattheus

Eenzelfde mix van Insulaire kunst en Byzantijnse stijl is terug te vinden op de Ivoren van Genoelselderen nu in de Koninklijke Musea voor Kunst en Geschiedenis in Brussel. De evangelistenportretten in de werken die behoren tot de Ada-groep tonen krachtig getekende figuren met krachtig gedrapeerde kleding die het driedimensionale trachten weer te geven.
Het vroegste handschrift uit de groep, het Godescalc-evangelistarium, doet nog zeer Insulair aan. Karakteristiek voor de Ada-groep is ook het Horror vacui, de "schrik voor het lege blad": de evangelistenportretten laten geen lege ruimte over. In de canontabellen ziet men de zuilen en bogen van de Romeinse architectuur terugkomen.
De schilderstijl gaat terug op de 6e-eeuwse Byzantijnse stijl zoals te vinden in de Basiliek van San Vitale in Ravenna en op de Noord-Italiaanse schilderstijl, zowel murale schilderingen als boekillustraties.
De stijl van de paleisschool echter is het werk van kunstenaars die waren opgeleid in, en volledig vertrouwd waren met de Byzantijnse stijl. Het is mogelijk dat die werken vervaardigd zijn door Byzantijnse kunstenaars die in Aken werkten.